# Mesotritia semota
Mesotritia semota är en kvalsterart som beskrevs av Wojciech Niedbała 2003. Mesotritia semota ingår i släktet Mesotritia och familjen Oribotritiidae. Inga underarter finns listade i Catalogue of Life.